# سو مانک کید
سو مانک کید (زادهٔ اوت ۱۹۴۸ در سیلوستر جورجیای آمریکا) نویسنده آمریکایی برای رمان زندگی اسرارآمیز زنبورها شناخته شده‌است.
در سال ۱۹۷۰ از دانشگاه کریستیان تگزاس فارغ‌التحصیل شد و به کار پرستاری و تدریس در دانشکدهٔ پرستاری پرداخت. بعدها در دوره‌های نویسندگی دانشگاه اموری و دانشکده اندرسون هم شرکت کرد. سو مانک کید اولین و مشهورترین رمانش «زندگی اسرارآمیز زنبورها» را در سال ۲۰۰۲ توسط انتشارات وایکینگ منتشر کرد. این رمان به یک پدیده در ادبیات آمریکا تبدیل شد. دو سال و نیم در فهرست پرفروش‌ترین کتاب‌های نیویورک تایمز قرار داشت، به ۳۶ زبان ترجمه و برنده جایزه کتاب سال بوک سنس بوک (Book Sense Book) در سال ۲۰۰۴ شد. بیش از ۶ میلیون نسخه از آن در آمریکا و ۸ میلیون نسخه در سراسر جهان به فروش رسید. متن این کتاب در مدارس، دبیرستان‌ها و دانشکده‌های آمریکایی در قالب درس ادبیات تدریس می‌شود.